# Robert Kekry
Robert Kekry – indonezyjski zapaśnik w stylu wolnym i klasycznym.
Dwukrotny złoty medalista igrzysk Azji Południowo-Wschodniej w 1997 roku. Zajął też czwarte miejsce w Pucharze Azji i Oceanii w 1997 roku.